# Singhala tenella
Singhala tenella är en skalbaggsart som beskrevs av Blanchard 1851. Singhala tenella ingår i släktet Singhala och familjen Rutelidae. Inga underarter finns listade i Catalogue of Life.